# Power Rangers: Super Legends
Power Rangers: Super Legends è un videogioco di avventura dinamica basato sul franchise di Power Rangers. È stato distribuito il 23 ottobre 2007 per Nintendo DS e il 6 novembre 2007 per PlayStation 2 e Microsoft Windows.

## Trama

### PlayStation 2, PC
Dopo essere stato purificato nell'onda di energia di Zordon alla fine di Power Rangers in Space, Lord Zedd è riapparso nella sua vecchia forma. In una dimensione nascosta, sta interferendo con il flusso temporale, cercando di modificare il corso della storia per distruggere ogni Power Ranger nel tempo. Operando dalla Sala Delle Leggende, il nuovo Omega Ranger (confuso con l'originale)  deve riunire una squadra di Power Rangers che hanno il compito di raccogliere diversi artefatti sparsi in tutti i tempi per irrompere nella dimensione nascosta di Zedd e ripristinare la linea temporale.

### Nintendo DS
L'Imperatore Gruumm ha messo gli occhi sul mito della Sala delle Leggende, il luogo in cui riposano le energie raccolte dei Power Rangers nel tempo. Nella sua mente contorta ha immaginato un mondo in cui il potere del suo nemico non è solo rubato, ma è anche usato contro di loro per poi rendere Grumm un dio vivente su tutta la creazione. L'Omega Ranger, guardiano di tutte le linee temporali all'interno della Sala Delle Legende, scopre il suo piano e avverte i Power Rangers di opporsi. Perché se la Sala Delle Leggende dovesse cadere nelle mani di Gruumm, tutto sarebbe perduto.

## Caratteristiche del gioco
Il gioco rappresenta un raduno di Power Rangers selezionabili dalle quindici stagioni della serie fino ad allora prodotte, da Power Rangers a Power Rangers Operation Overdrive, dai Rangers ai Megazords (solo le stagioni Dino Thunder e Mystic Force non sono rappresentate). Ci sono 16 personaggi giocabili su Nintendo DS e 21 su PlayStation 2 e PC. Le dimensioni di questo gioco sono in qualche modo simili al videogioco SNES del 1994: Power Rangers Mighty Morphin.
Il gioco è stato descritto come una miscela di puzzle, azione e avventure basate su missioni che vanno da uno a due giocatori.
Una versione del gioco Nintendo Gamecube, che sarebbe la stessa delle versioni PS2 / PC, è stata progettata, ma abbandonata.